# Mitidja
La Mitidja (en arabe : متيجة, en berbère : Mettijet, ⵎⵜⵜⵉⵊⵜ) est une plaine de l'arrière-pays algérois, au nord de l'Algérie. Sa longueur est d'environ 100 km pour une largeur de 5 à 25 km.

## Géographie
Orientée parallèlement au relief côtier dans une direction est-nord-est vers ouest-sud-ouest, la plaine de la Mitidja est limitée à l'est par l'oued Boudouaou, à l'ouest par l'oued Nador tandis que ses deux principaux flancs sont bordés par deux reliefs élevés : les collines du Sahel algérois au nord et l'Atlas blidéen au sud. Elle s’allonge d’est en ouest sur une centaine de kilomètres et s'étire sur une profondeur variant de 5 à 20 km. D'altitude moyenne de 50 m, elle présente une faible pente orientée vers la mer. Elle est divisée en deux unités physiques : la Basse Mitidja ou Mitidja Est et la Haute Mitidja ou Mitidja Ouest.
Ses sols fertiles bénéficient d'un climat tempéré de type méditerranéen et d’une pluviométrie suffisante. Grande plaine agricole, elle est consacrée à la culture des agrumes dans la partie orientale et à celle de la vigne dans la partie occidentale.
D'ouest en est, la plaine traverse successivement les wilayas de Tipaza, de Blida, d'Alger, de Boumerdès et l'extrême nord-est de Médéa. De nombreuses agglomérations occupent les lisières de la Mitidja, dont quatre importants centres urbains situés aux points cardinaux : Alger au nord, Blida au sud, Boumerdès à l'est et Tipaza à l'ouest, le centre de gravité étant occupé par Boufarik. Ces centres urbains sont nés dans leur majeure partie pendant la colonisation française pour le besoin d’encadrer les exploitations agricoles et d’assurer les biens et services.
Dès l’indépendance, la région connaît un grand mouvement migratoire en provenance de toutes les régions du pays. En 1966, elle est la région la moins rurale de l'Algérie. L'urbanisation de la plaine connaît par la suite une certaine stagnation jusqu’au début des années 1980, période à partir de laquelle les grands centres urbains connaissent un développement important, notamment Blida et Boufarik, touchées par une très importance croissance démographique ; de nouveaux centres urbains se sont créés autour des anciens douars et fermes coloniales. Cette expansion urbaine s’est faite au détriment des meilleures terres agricoles de la plaine.

## Histoire

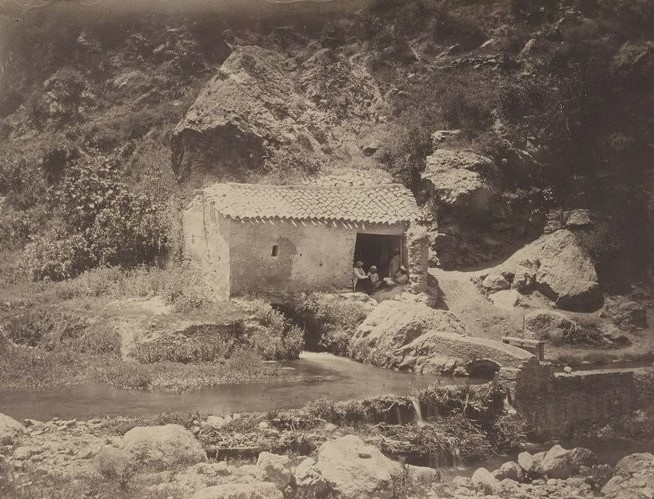
Moulin traditionnel prés de Blida, moitié du XIXe siècle.

Après la chute de Grenade, de nombreux réfugiés fuyant l'Espagne pour gagner l'Afrique du Nord se sont installés dans la région, où ils ont repeuplé Blida et fondé Koléa. 
Pendant la période ottomane, on pratiquait les cultures intensives, les chroniqueurs de cette époque ont cité la richesse de cette plaine notamment dans les banlieues des villes telles que Alger et Blida. Eugène Daumas mentionnait que : « La plaine [de la Mitidja] est une superbe plaine », et  ajoutait que : « Bélidé est une des plus agréables villes du royaume. ..Les jardins fournissent tous les fruits et verdure qui se consomment à Alger. Il s’y tient tous les jeudis un marché général, où de tous les environs on apporte les poules, les œufs, les bœufs, les fruits secs, l’orge, le blé et les légumes ».
En 1830, les Français arrivent en Algérie et trouvent là des tribus qui vivaient sur le territoire de la Mitidja, chacune se partageant une partie du territoire. Les bureaux arabes ont recensé plus de 3 600 propriétés à l'époque. La partie centrale était encore marécageuse au début du XIXe siècle, en raison de son niveau géographique, puis elle a été assainie par des générations de colons et d'Algériens. La plaine a fait l'objet des premières représailles de l’armée française, et des premiers colons, suite au harcèlement subi en dehors d’Alger,. Certaines tribus rebelles sont massacrées et leurs territoires détruits, d'autres prenant le parti français. 
Les terres du domaine public ou celles des dignitaires ottomans sont versées dans le domaine de l’État colonial et celles des tribus insoumises sont séquestrées. Les colons européens se sont emparés des quatre cinquièmes des terres.
Le soulèvement des tribus sous la conduite de l’émir Abdelkader retarde l’occupation de la plaine, qui ne s'achève qu’en 1842.
La plaine sera par la suite mise en valeur et connaîtra une multiplication des cultures, dont la vigne qui occupait la moitié des terres et dont la qualité du vin produit servira à rehausser la production du Midi de la France métropolitaine. Elle sera considérée par la colonisation comme l'un de ses fleurons. Sa production sera orientée vers l'exportation en France métropolitaine. La main d’œuvre assurée ici par des centaines de milliers d’agriculteurs, venus des montagnes de l'Algérois : Atlas blidéen, Kabylie, Titteri et Dahra.
Après l'indépendance du pays, des périmètres irrigués ont été créés, une série de gros villages de création coloniale ou nés à partir des douars assurent à la plaine une très forte densité. La population actuelle ne dépend pas que de l'agriculture. Les cultures agricoles se sont diversifiées, la vigne est remplacée par les agrumes et les rosacées. Les quatre wilayas qui administrent la plaine produisent plus de la moitié de la production algérienne des agrumes et 20 % des rosacées. La plaine abrite également 75 % des pépinières de plantes arboricoles et horticoles d’Algérie.